# Nhà Shō I
Nhà Shō Đệ nhất (第一尚氏王統 (Đệ nhất Thượng thị vương thống)  1406 – 1469), có nhiều khả năng là đã tồn tại trong lịch sử hòn đảo Okinawa. Vương triều gồm 7 đời và kéo dài trong 63 năm.
Căn cứ theo Trung Sơn thế phả (中山世譜, chūzan seifu):
- Đời 1　Shō Shishō (1406-1421)
- Đời 2　Shō Hashi (1421-1439)
- Đời 3　Shō Chū (1439-1444)
- Đời 4　Shō Shitatsu (1444-1449)
- Đời 5　Shō Kinpuku (1449-1453)
- Đời 6　Shō Taikyū (1453-1460)
- Đời 7　Shō Toku (1460-1469)